# 建陽大学校
建陽大学校（コニャンだいがっこう、朝鮮語: 건양대학교、英語: Konyang University）は、大韓民国の私立大学。
忠清南道論山市に本部を置く学校法人建陽学園によって運営されている。

## 歴史
母体の建陽学園は1979年に金熺洙が仁水学園を引き継いだもので、陽村中高等学校を運営している。
- 1988年 - 大学設立の認可を受ける。
- 1991年 - 建陽大学として開校[1]する。
- 1992年 - 総合大学に昇格し、建陽大学校となる。
- 1994年 - 一般大学院を設置する。
- 1996年 - 外国語教育院を設置する。
- 2005年 - 韓国語教育院を設置する。

## 組織

### 学部
本部キャンパス
- グローバル・コミュニケーション・カレッジ
  - 英米英語文化学科
  - 中国言語文化学科
  - 日本言語文化学科
- 経営系列
  - グローバル経営学部
  - 経営学科
  - 企業情報管理学科
  - 金融国際学科
  - 電子商取引貿易学科
  - 税務学科
  - 観光学科
- 公共行政系列
  - 警察行政学科
  - 社会福祉学科
  - 国防公務員学科
- 文化産業系列
  - 礼式産業学科
  - 公演衣装学科
  - デジタルコンテンツ学科
  - 視覚デザイン学科
- エデュケア・カレッジ
  - 児童保育学科
  - 幼児教育科
- 師範系列
  - 初等特殊教育科
  - 中等特殊教育科
- コンピュータ電子系列
  - コンピュータ学科
  - 電子情報工学科
- 情報産業系列
  - 情報保護学科
- 機械建設系列
  - 機械工学科
  - 建築学科
  - インテリア学科
  - 建設システム工学科
- 生命産業系列
  - ナノバイオ化学科
  - 食品生命工学科
  - 化工生命学科
- 保険産業系列
  - 病院管理学科
  - 運動処方学科
  - 心理相談治療学科
  - 医工学科
  - 製薬工学科
  - 衣料ビューティ学科
  - 福祉スポーツ学科
- 芸・体能系列
  - 造形芸術学部
  - 泰周媒体美術専攻

大田キャンパス
- 医科大学
  - 医学科
  - 看護学科
- 医療保険系列
  - 作業治療学科
  - 眼鏡光学科
  - 臨床病理学科
  - 歯衛生学科
  - 放射線学科

### 大学院
- 一般大学院
  - 心理相談学科
  - 衣料ビューティ学科
  - 化学科
  - 情報電子工学科
  - 機械工学科
  - 建築工学科
  - 化学工学科
  - 土木システム工学科
  - 特殊教育工学科
  - 医学科
  - 看護学科
  - 製薬工学科
  - 財務学科
  - 医工学科
  - 外国語としての韓国語学科
  - 経営学科
  - 行政学科
  - 保険学科
  - 医学科
  - 治癒宣教学科
- 経営行政大学院
  - 経営学科
  - 社会福祉行政学科
  - 警察行政学科
- 保健福祉大学院
  - 保健学科
  - 病院管理学科
  - 運動処方学科
  - 治癒宣教学科
  - 眼鏡光学科
  - 職業治療学科
- 教育大学院
  - 国語教育専攻
  - 日本語教育専攻
  - 相談教育専攻
  - 早期英語教育専攻
  - 幼児教育専攻
  - メディア教育専攻
  - 科学教育専攻
  - 数学教育専攻
  - 体育教育専攻
  - 保険教育専攻
  - 地域文化教育専攻
  - 教育行政専攻
- 国防官吏大学院
  - 予備戦力学科
  - 軍相談心理学科
  - 国防公務員学科

## 学術交流協定
日本
- 聖徳大学
- 城西国際大学
- 杏林大学
- 山梨英和大学
- 広島大学歯学部[1]
- 徳島大学医学部
- 別府大学

アメリカ合衆国
- オレゴン健康科学大学
- ハワイ・パシフィック大学
- ボイシ州立大学

中華人民共和国
- 中央民族大学
- 雲南師範大学
- 南開大学
- 首都経済貿易大学
- 中国人民解放軍国防大学
- 北京人文大学
- 華南師範大学
- 雲南経済管理職業大学
- 山東英才職業技術大学

オーストラリア
- ジェームズクック大学
- サザンクイーンズランド大学
- セントラルクイーンズランド大学
- ラ・トローブ大学
- タスマニア大学
- カルガリー大学医学部